# Arrondissement Grenoble
Das Arrondissement Grenoble  ist eine Verwaltungseinheit des Départements Isère in der französischen Region Auvergne-Rhône-Alpes. Unterpräfektur ist Grenoble.
Im Arrondissement liegen 19 Wahlkreise (Kantone) und 263 Gemeinden.

## Wahlkreise
| - Kanton Chartreuse-Guiers (mit 7 von 23 Gemeinden) - Kanton Échirolles - Kanton Fontaine-Seyssinet - Kanton Fontaine-Vercors - Kanton Le Grand-Lemps (mit 1 von 31 Gemeinden) - Kanton Grenoble-1 - Kanton Grenoble-2 - Kanton Grenoble-3 - Kanton Grenoble-4 - Kanton Haut-Grésivaudan | - Kanton Matheysine-Trièves - Kanton Meylan - Kanton Le Moyen Grésivaudan - Kanton Oisans-Romanche - Kanton Le Pont-de-Claix - Kanton Saint-Martin-d’Hères - Kanton Le Sud Grésivaudan - Kanton Tullins - Kanton Voiron |

## Gemeinden
Die Gemeinden des Arrondissements Grenoble sind:
| 1. Les Adrets (38002)                        | 2. L’Albenc (38004)                      | 3. Allemond (38005)                      | 4. Allevard (38006)                    |
| 5. Ambel (38008)                             | 6. Auberives-en-Royans (38018)           | 7. Auris (38020)                         | 8. Autrans-Méaudre en Vercors (38225)  |
| 9. Avignonet (38023)                         | 10. Barraux (38027)                      | 11. Beaucroissant (38030)                | 12. Beaufin (38031)                    |
| 13. Beaulieu (38033)                         | 14. Beauvoir-en-Royans (38036)           | 15. Bernin (38039)                       | 16. Besse (38040)                      |
| 17. Bessins (38041)                          | 18. Biviers (38045)                      | 19. Le Bourg-d’Oisans (38052)            | 20. Bresson (38057)                    |
| 21. Brié-et-Angonnes (38059)                 | 22. La Buisse (38061)                    | 23. La Buissière (38062)                 | 24. Champagnier (38068)                |
| 25. Le Champ-près-Froges (38070)             | 26. Champ-sur-Drac (38071)               | 27. Chamrousse (38567)                   | 28. Chantepérier (38073)               |
| 29. Chantesse (38074)                        | 30. Chapareillan (38075)                 | 31. La Chapelle-du-Bard (38078)          | 32. Charnècles (38084)                 |
| 33. Chasselay (38086)                        | 34. Château-Bernard (38090)              | 35. Châtel-en-Trièves (38456)            | 36. Châtelus (38092)                   |
| 37. Chatte (38095)                           | 38. Chevrières (38099)                   | 39. Le Cheylas (38100)                   | 40. Chichilianne (38103)               |
| 41. Chirens (38105)                          | 42. Cholonge (38106)                     | 43. Choranche (38108)                    | 44. Claix (38111)                      |
| 45. Clavans-en-Haut-Oisans (38112)           | 46. Clelles (38113)                      | 47. Cognet (38116)                       | 48. Cognin-les-Gorges (38117)          |
| 49. La Combe-de-Lancey (38120)               | 50. Corenc (38126)                       | 51. Cornillon-en-Trièves (38127)         | 52. Corps (38128)                      |
| 53. Corrençon-en-Vercors (38129)             | 54. Les Côtes-de-Corps (38132)           | 55. Coublevie (38133)                    | 56. Cras (38137)                       |
| 57. Crêts en Belledonne (38439)              | 58. Crolles (38140)                      | 59. Les Deux Alpes (38253)               | 60. Domène (38150)                     |
| 61. Échirolles (38151)                       | 62. Engins (38153)                       | 63. Entraigues (38154)                   | 64. Entre-deux-Guiers (38155)          |
| 65. Eybens (38158)                           | 66. La Flachère (38166)                  | 67. Fontaine (38169)                     | 68. Fontanil-Cornillon (38170)         |
| 69. Le Freney-d’Oisans (38173)               | 70. Froges (38175)                       | 71. La Garde (38177)                     | 72. Gières (38179)                     |
| 73. Goncelin (38181)                         | 74. Grenoble (38185)                     | 75. Gresse-en-Vercors (38186)            | 76. Le Gua (38187)                     |
| 77. Le Haut-Bréda (38163)                    | 78. Herbeys (38188)                      | 79. Huez (38191)                         | 80. Hurtières (38192)                  |
| 81. Izeaux (38194)                           | 82. Izeron (38195)                       | 83. Jarrie (38200)                       | 84. Laffrey (38203)                    |
| 85. Lalley (38204)                           | 86. Lans-en-Vercors (38205)              | 87. Laval-en-Belledonne (38206)          | 88. Lavaldens (38207)                  |
| 89. Lavars (38208)                           | 90. Livet-et-Gavet (38212)               | 91. Lumbin (38214)                       | 92. Malleval-en-Vercors (38216)        |
| 93. Marcieu (38217)                          | 94. Mayres-Savel (38224)                 | 95. Mens (38226)                         | 96. Meylan (38229)                     |
| 97. Miribel-Lanchâtre (38235)                | 98. Miribel-les-Échelles (38236)         | 99. Mizoën (38237)                       | 100. Moirans (38239)                   |
| 101. Monestier-d’Ambel (38241)               | 102. Monestier-de-Clermont (38242)       | 103. Le Monestier-du-Percy (38243)       | 104. Montagne (38245)                  |
| 105. Montaud (38248)                         | 106. Montbonnot-Saint-Martin (38249)     | 107. Montchaboud (38252)                 | 108. Monteynard (38254)                |
| 109. Mont-Saint-Martin (38258)               | 110. Morette (38263)                     | 111. La Morte (38264)                    | 112. La Motte-d’Aveillans (38265)      |
| 113. La Motte-Saint-Martin (38266)           | 114. Le Moutaret (38268)                 | 115. La Mure (38269)                     | 116. La Murette (38270)                |
| 117. Murianette (38271)                      | 118. Murinais (38272)                    | 119. Nantes-en-Ratier (38273)            | 120. Notre-Dame-de-Commiers (38277)    |
| 121. Notre-Dame-de-l’Osier (38278)           | 122. Notre-Dame-de-Mésage (38279)        | 123. Notre-Dame-de-Vaulx (38280)         | 124. Noyarey (38281)                   |
| 125. Oris-en-Rattier (38283)                 | 126. Ornon (38285)                       | 127. Oulles (38286)                      | 128. Oz (38289)                        |
| 129. Pellafol (38299)                        | 130. Percy (38301)                       | 131. La Pierre (38303)                   | 132. Pierre-Châtel (38304)             |
| 133. Plateau-des-Petites-Roches (38395)      | 134. Poisat (38309)                      | 135. Poliénas (38310)                    | 136. Ponsonnas (38313)                 |
| 137. Pontcharra (38314)                      | 138. Le Pont-de-Claix (38317)            | 139. Pont-en-Royans (38319)              | 140. Prébois (38321)                   |
| 141. Presles (38322)                         | 142. Proveysieux (38325)                 | 143. Prunières (38326)                   | 144. Quaix-en-Chartreuse (38328)       |
| 145. Quet-en-Beaumont (38329)                | 146. Quincieu (38330)                    | 147. Réaumont (38331)                    | 148. Renage (38332)                    |
| 149. Rencurel (38333)                        | 150. Revel (38334)                       | 151. Rives (38337)                       | 152. La Rivière (38338)                |
| 153. Roissard (38342)                        | 154. Rovon (38345)                       | 155. Saint-Andéol (38355)                | 156. Saint-André-en-Royans (38356)     |
| 157. Saint Antoine l’Abbaye (38359)          | 158. Saint-Appolinard (38360)            | 159. Saint-Arey (38361)                  | 160. Saint-Aupre (38362)               |
| 161. Saint-Barthélemy-de-Séchilienne (38364) | 162. Saint-Baudille-et-Pipet (38366)     | 163. Saint-Blaise-du-Buis (38368)        | 164. Saint-Bonnet-de-Chavagne (38370)  |
| 165. Saint-Cassien (38373)                   | 166. Saint-Christophe-en-Oisans (38375)  | 167. Saint-Christophe-sur-Guiers (38376) | 168. Saint-Égrève (38382)              |
| 169. Saint-Étienne-de-Crossey (38383)        | 170. Saint-Georges-de-Commiers (38388)   | 171. Saint-Gervais (38390)               | 172. Saint-Guillaume (38391)           |
| 173. Saint-Hilaire-du-Rosier (38394)         | 174. Saint-Honoré (38396)                | 175. Saint-Ismier (38397)                | 176. Saint-Jean-de-Moirans (38400)     |
| 177. Saint-Jean-de-Vaulx (38402)             | 178. Saint-Jean-d’Hérans (38403)         | 179. Saint-Jean-le-Vieux (38404)         | 180. Saint-Joseph-de-Rivière (38405)   |
| 181. Saint-Just-de-Claix (38409)             | 182. Saint-Lattier (38410)               | 183. Saint-Laurent-du-Pont (38412)       | 184. Saint-Laurent-en-Beaumont (38413) |
| 185. Saint-Marcellin (38416)                 | 186. Saint-Martin-de-Clelles (38419)     | 187. Saint-Martin-de-la-Cluze (38115)    | 188. Saint-Martin-d’Hères (38421)      |
| 189. Saint-Martin-d’Uriage (38422)           | 190. Saint-Martin-le-Vinoux (38423)      | 191. Saint-Maurice-en-Trièves (38424)    | 192. Saint-Maximin (38426)             |
| 193. Saint-Michel-en-Beaumont (38428)        | 194. Saint-Michel-les-Portes (38429)     | 195. Saint-Mury-Monteymond (38430)       | 196. Saint-Nazaire-les-Eymes (38431)   |
| 197. Saint-Nicolas-de-Macherin (38432)       | 198. Saint-Nizier-du-Moucherotte (38433) | 199. Saint-Paul-de-Varces (38436)        | 200. Saint-Paul-lès-Monestier (38438)  |
| 201. Saint-Pierre-de-Chartreuse (38442)      | 202. Saint-Pierre-de-Chérennes (38443)   | 203. Saint-Pierre-de-Méaroz (38444)      | 204. Saint-Pierre-de-Mésage (38445)    |
| 205. Saint-Pierre-d’Entremont (38446)        | 206. Saint-Quentin-sur-Isère (38450)     | 207. Saint-Romans (38453)                | 208. Saint-Sauveur (38454)             |
| 209. Saint-Théoffrey (38462)                 | 210. Saint-Vérand (38463)                | 211. Saint-Vincent-de-Mercuze (38466)    | 212. Sainte-Agnès (38350)              |
| 213. Sainte-Luce (38414)                     | 214. Sainte-Marie-d’Alloix (38417)       | 215. Sainte-Marie-du-Mont (38418)        | 216. La Salette-Fallavaux (38469)      |
| 217. La Salle-en-Beaumont (38470)            | 218. Le Sappey-en-Chartreuse (38471)     | 219. Sarcenas (38472)                    | 220. Sassenage (38474)                 |
| 221. Séchilienne (38478)                     | 222. Serre-Nerpol (38275)                | 223. Seyssinet-Pariset (38485)           | 224. Seyssins (38486)                  |
| 225. Siévoz (38489)                          | 226. Sinard (38492)                      | 227. La Sône (38495)                     | 228. Sousville (38497)                 |
| 229. La Sure en Chartreuse (38407)           | 230. Susville (38499)                    | 231. Têche (38500)                       | 232. Tencin (38501)                    |
| 233. La Terrasse (38503)                     | 234. Theys (38504)                       | 235. Le Touvet (38511)                   | 236. Treffort (38513)                  |
| 237. Tréminis (38514)                        | 238. La Tronche (38516)                  | 239. Tullins (38517)                     | 240. Valbonnais (38518)                |
| 241. La Valette (38521)                      | 242. Valjouffrey (38522)                 | 243. Varacieux (38523)                   | 244. Varces-Allières-et-Risset (38524) |
| 245. Vatilieu (38526)                        | 246. Vaujany (38527)                     | 247. Vaulnaveys-le-Bas (38528)           | 248. Vaulnaveys-le-Haut (38529)        |
| 249. Venon (38533)                           | 250. Le Versoud (38538)                  | 251. Veurey-Voroize (38540)              | 252. Vif (38545)                       |
| 253. Villard-Bonnot (38547)                  | 254. Villard-de-Lans (38548)             | 255. Villard-Notre-Dame (38549)          | 256. Villard-Reculas (38550)           |
| 257. Villard-Reymond (38551)                 | 258. Villard-Saint-Christophe (38552)    | 259. Vinay (38559)                       | 260. Vizille (38562)                   |
| 261. Voiron (38563)                          | 262. Voreppe (38565)                     | 263. Vourey (38566)                      |                                        |

## Neuordnung der Arrondissements 2017

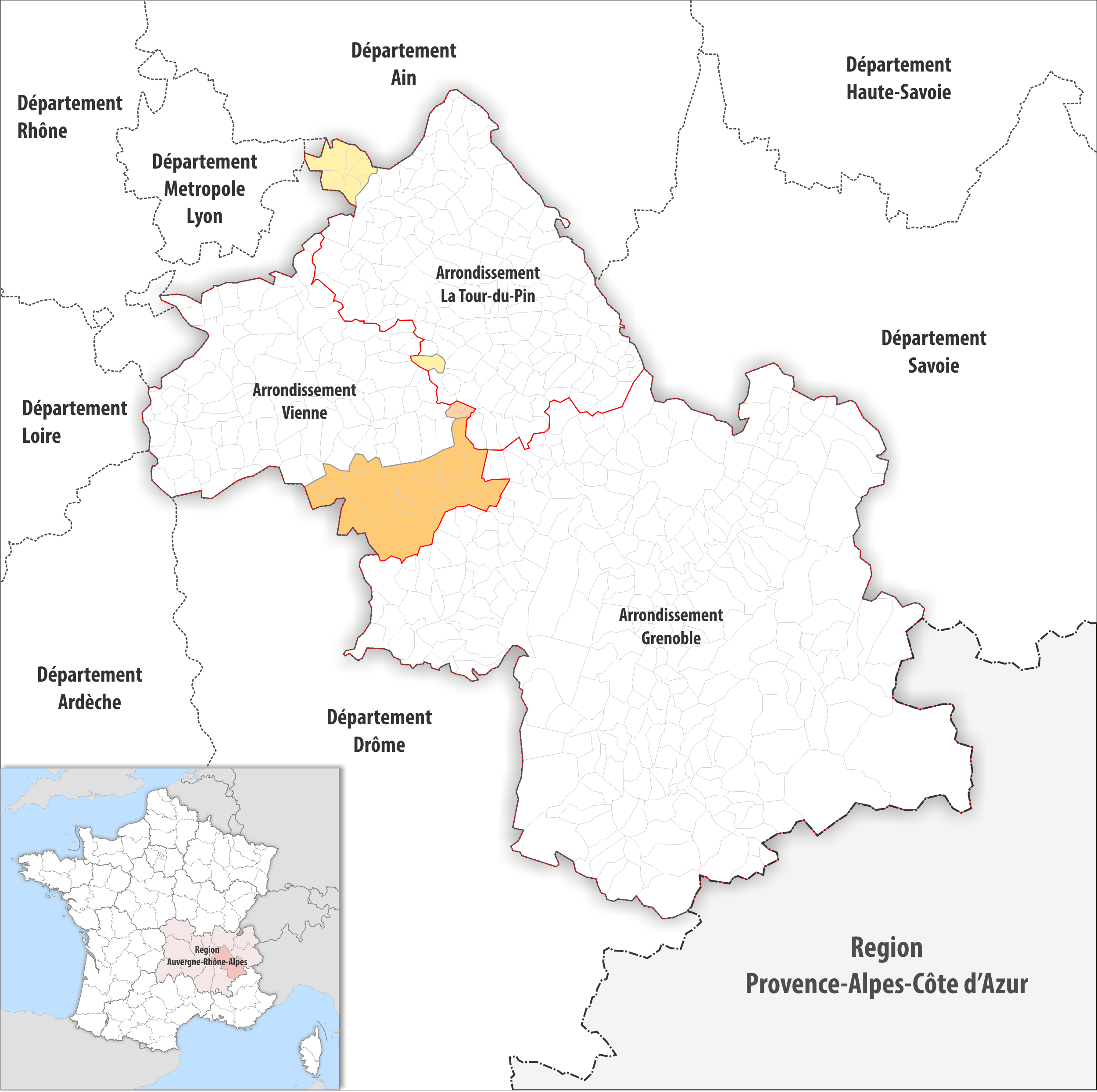
Arrondissementsanpassungen im Jahr 2017

Durch die Neuordnung der Arrondissements im Jahr 2017 wurden die 24 Gemeinden Beaufort, Bressieux, Brézins, Brion, Châtenay, La Forteresse, La Frette, Lentiol, Marcilloles, Marcollin, Marnans, Montfalcon, Plan, Roybon, Saint-Clair-sur-Galaure, Saint-Étienne-de-Saint-Geoirs, Saint-Geoirs, Saint-Michel-de-Saint-Geoirs, Saint-Paul-d’Izeaux, Saint-Pierre-de-Bressieux, Saint-Siméon-de-Bressieux, Sillans, Thodure und Viriville aus dem Arrondissement Grenoble dem Arrondissement Vienne zugewiesen.

## Ehemalige Gemeinden seit der landesweiten Neuordnung der Arrondissements
- Bis 2015: Autrans, Dionay, Méaudre, Morêtel-de-Mailles, Saint-Antoine-l’Abbaye, Saint-Pierre-d’Allevard
- Bis 2016: Cordéac, Mont-de-Lans, Pommiers-la-Placette, Saint-Julien-de-Raz, Saint-Sébastien, Vénosc
- Bis 2018: Chantelouve, Le Périer, La Ferrière, Pinsot, Saint-Hilaire, Saint-Bernard, Saint-Pancrasse